# Som stormen
Som stormen, skriven av Lars Diedricson, Carina Bergsman Danielsson och Eddie Jonsson, är den låt som Sara Löfgren deltog med i Melodifestivalen 2004. Bidraget deltog vid den första deltävlingen den 21 februari i Karlstad, och gick direkt till finalen i Stockholm och slutade där på sjunde plats.
Singeln, som släpptes samma år, låg som högst på 16:e plats på den svenska singellistan. Melodin låg även på Svensktoppen i sammanlagt tre veckor under perioden 16 -30 maj 2004 , med placeringarna 8-7-7 innan låten var utslagen  .

## Listplaceringar
| Lista (2004) | Topplacering |
| ------------ | ------------ |
| Sverige      | 16<          |